# Cantó de Rabastens
El cantó de Rabastens és un cantó francès del departament del Tarn, situat al districte d'Albi. Té sis municipis i el cap cantonal és Rabastens.

## Municipis
- Confolèuç
- Grasac
- Lopiac
- Mesens
- Rabastens
- Ròcamaura

## Història
| Data d'elecció                           | Identitat                   | Partit        | Qualitat |
| ---------------------------------------- | --------------------------- | ------------- | -------- |
| 1976-1988                                | Fernand Fargues             | PS            |          |
| 1988-2001                                | Hervé Le Rouge de Guerdavid | Divers droite |          |
| 2001-2008                                | Albert Gras                 |               |          |
| 2008-                                    | Pierre Verdier              | Divers gauche |          |
| les dades anteriors no són pas conegudes |                             |               |          |
|                                          |                             |               |          |

## Demografia
| 1962  | 1968  | 1975  | 1982  | 1990  | 1999  | 2006  |
| ----- | ----- | ----- | ----- | ----- | ----- | ----- |
| 6.395 | 6.700 | 6.552 | 6.488 | 6.970 | 7.491 | 8.338 |